# Campo Mourão
Campo Mourão es un municipio brasileño del estado de Paraná. Está situada entre Cianorte, Goioerê, Cascavel y Maringá. Su población en 2010 era de 87.287 habitantes. Las personas oriundas de Campo Mourão son denominadas mourãoenses.

## Geografía

### Clima
El clima de Campo Mourão, es clasificado como Cfa: Clima subtropical húmedo mesotérmico, con veranos frescos y heladas frecuentes con tendencia de concentración de lluvias en los meses de verano, sin estación de sequía definida. La media de las temperaturas en enero (el mes más caliente) es de 22,9 °C y la del mes más frío (julio) es de 12,7 °C, teniendo una temperatura media anual de 17,2 °C, su menor temperatura fue de -9,8 °C en 1975 con registro de nieve moderada.

### Hidrografía
El Municipio pertenece a la cuenca hidrográfica del Río Paraná, siendo su río más importante el Río Mourão, que atraviesa el Municipio de sur a norte.